# Tunel Mezno
Tunel Mezno je ražený železniční dvoukolejný tunel na trase IV. železničního koridoru na trati Benešov u Prahy – České Budějovice v úseku Votice–Sudoměřice mezi obcemi Mezno a Střezimíř v okrese Benešov. Uveden do provozu byl 1. července 2022.

## Historie
V rámci modernizace IV. železničního koridoru byly v srpnu 2018 zahájeny hloubicí práce vjezdového portálu, v srpnu 2019 pak u výjezdového portálu. Dne 11. září  2019 byla zahájena ražba dvojkolejného železničního tunelu mezi obcemi Mezno a Střezimíř na trati Benešov u Prahy – České Budějovice v úseku Votice–Sudoměřice. Tunel o délce 840 m byl proražen 14. srpna 2020. Celý úsek byl uveden do provozu 1. července 2022 pouze jednokolejně, k zahájení plnohodnotného dvojkolejného provozu došlo 1. září 2022.
Za výjezdovým portálem je zastávka Střezimíř a ve vzdálenosti asi 800 m se nachází železniční stanice Červený Újezd.
Na zpoždění výstavby mělo vliv mimo jiné získání povolení pro velkoplošné odstřely, u tunelu se jednalo o obě stavební jámy portálů, a také dopad pandemie covidu-19. Zhotovitelem stavby je společnost OHL ŽS.

## Geologie
Tunel se nachází v geomorfologické oblasti Středočeská pahorkatina, v celku Vlašimská pahorkatina s podcelkem Votická vrchovina s okrskem Miličínská vrchovina. V geologické jednotce Českém masivu – moldanubikum.

### Litologie
Pod kvartérními sedimenty je pararula, místy migmatizovaná s intruzivními tělesy, které jsou zastoupeny granitoidy (křemen, aplit, pegmatit) a ultramafickými horninami (stavrit). Kvartérní sedimenty jsou tvořeny štěrkopísčitými sedimenty. V oblasti ražby se nachází zlomová zóna (staničení TM 261–274 a v TM 592–607). Mocnost nadloží tunelu se pohybuje v rozmezí 6 až 26,3 m.

## Ražba tunelu
Ražba probíhala Novou rakouskou tunelovací metodou na úseku dlouhém 768 m. Oba portály byly hloubené, u vjezdového portálu v délce 48 m u výjezdového v délce 24 m. Hloubení vjezdového portálu bylo zahájeno v srpnu 2018, výjezdového portálu v srpnu 2019. Trhací práce u výjezdového portálu byly zahájeny 24. července 2019. Ražba tunelu probíhala od výjezdového (pražského) portálu. V období květen–červen 2019 byla vně stavební jámy vjezdového portálu vybudována podzemní těsnicí stěna pro ochranu vodních zdrojů.
Příčný profil výrubu byl od 101,7 m² až po 119,5 m². Horizontální profil byl rozdělen na kalotu, jádro a počvu. Po odstřelu a mechanickém odklizení výrubu v kalotě bylo provedeno začištění líce výrubu a zastříkání nadvýrubu. Následovaly nástřiky betonu a instalace ocelových sítí primárního ostění v tloušťce od 150 do 400 mm. V jádru probíhala ražba střídavě z pravé a levé strany, aby byl zachován přístup na rampu kaloty. Po odstranění rubaniny bylo přistoupeno k odstranění patek kaloty a napojení na její ostění s následným zhotovením primárního ostění. Po vyražení kaloty a jádra byla odtěžována počva a provedena betonáž základových patek a dna tunelu. Po vyražení tunelu bylo  pomocí bednicího vozu provedeno definitivní ostění s mezilehlou izolací. Tloušťka ostění je 400 mm v pasech o délce 12 m.

## Data
Tunel je dlouhý 840 m, ve směrovém pravostranném oblouku o poloměru 1401,8 m, u vjezdového portálu stoupá ve  sklonu 4,461 ‰ a od vrcholu oblouku klesá ve sklonu 8,012 ‰.
Šířka 13,50 m výška, 9,92 m, výška kaloty 6,12 m, vnitřní poloměr definitivního ostění je 5,7 m. Po obou stranách ve vzdálenosti po 24 m jsou záchranné výklenky. Osová vzdálenost kolejišť je 4 m.
Navrhovaná rychlost 160 km/h a 200 km/h.